# Cyclophora aedes
Anisodes aedes là một loài bướm đêm trong họ Geometridae.